# Tasio (pel·lícula)
Tasio és una pel·lícula espanyola de 1984 dirigida per Montxo Armendáriz, i la seva òpera preval. Es va rodar en Terra Estella (Navarra).

## Sinopsi
Tasio és un nen que creix sa i feliç en un poble situat al peu de la serra de Lokiz. Als 8 anys, i per necessitats familiars, comença a treballar en la muntanya, ajudant a les carboneres que realitza el seu pare. Als 14, ja es fa carboner i poc més tard coneix a Paulina, que es convertirà en la dona de la seva vida. A pesar que les circumstàncies del moment obliguen els homes a acomodar-se a un treball fix i emigrar a la ciutat, Tasio prefereix mantenir la seva llibertat personal i viure en la muntanya, en la més absoluta solitud.
La pel·lícula descriu les aventures d'un personatge real, Anastasio Ochoa Ruiz (Tasio), carboner lliure i caçador furtiu, nascut a Zúñiga (Navarra), en 1916 i que va morir en 1989, a la muntanya de Valderrota.

## Personatges
- José María Asin: Tasio infant
- Patxi Biskert: Tasio adult
- Enrique Goikoetxea: Pare de Tasio
- Paco Hernandez: Caporal de la guàrdia civil
- Amaia Lasa: Paulina
- Natxo Martinez: germà de Tasio
- Garikoitz Mendigutxia: germana de Tasio
- Miguel Rellan
- Paco Sagarzazu: llenyataire
- Elena Uriz Etxaleku: Mare de Tasio

## Premis
Fotogramas de Plata 1984 a la millor pel·lícula espanyola.